# Ellen Müller-Preis
Ellen Müller-Preis, també coneguda com a Ellen Preis o Ellen Müller, (Berlín, Imperi Alemany, 6 de maig de 1912 - Viena, Àustria, 18 de novembre de 2007) fou una tiradora d'esgrima germano-austríaca, guanyadora de tres medalles olímpiques.
Va néixer en una família d'origen jueu. Va morir el 2007 a la seva residència de Viena, a conseqüència d'una insuficiència renal.
Especialista de floret, va intentar participar en els Jocs Olímpics d'Estiu de 1932 realitzats a Los Angeles (Estats Units) en representació de l'equip alemany, però no fou seleccionada. En aquell moment decidí participar sota representació austríaca, i aconseguí guanyar la medalla d'or en la prova individual. En els Jocs Olímpics d'Estiu de 1936 realitzats a Berlín (Alemanya nazi) aconseguí guanyar la medalla de bronze, un metall que revalidà en els Jocs Olímpics d'Estiu de 1948 celebrats a Londres (Regne Unit) després del parèntesi de la Segona Guerra Mundial. Posteriorment va participar en els Jocs Olímpics d'Estiu de 1952 realitzats a Hèlsinki (Finlàndia) i els Jocs Olímpics d'Estiu de 1956 realitzats a Melbourne (Austràlia), si bé fou eliminada en semifinals i finalitzà setena respectivament.
Al llarg de la seva carrera aconseguí guanyar deu medalles en el Campionat del Món d'esgrima, entre elles tres medalles d'or.